# 平業兼
平 業兼（たいら の なりかね）は、平安時代末期から鎌倉時代初期にかけての公卿。桓武平氏維衡流（伊勢平氏）、左衛門佐・平業房の長男。官位は従三位・治部卿。

## 生涯
父・業房は後白河法皇の近臣で、治承3年（1179年）に発生した治承三年の政変で伊豆国に流されるが、逃亡を試みたため平氏政権によって処刑された。その後、母・高階栄子は後白河法皇に仕え晩年の寵妃となる（丹後局）。
大膳亮を経て、後白河院政期後期の文治元年（1185年）従五位下・美濃守に叙任されると、文治2年（1186年）従五位上・民部権大輔、文治5年（1189年）正五位下、建久3年（1192年）従四位下、建久6年（1195年）従四位上、建久9年（1198年）正四位下と、母・丹後局の権勢を背景に異例の昇進を重ねた。
院政を開始した後鳥羽上皇が政治的な主導権を強めていくにつれ、丹後局の威信は低下していくが、業兼は同年治部卿に任ぜられ、元久2年（1205年）従三位に叙せられ、公卿に列した。
承元3年（1209年）正月、子息の業光を侍従に任官させるために業兼は治部卿を辞し、同年5月13日に出家した。

## 官歴
『公卿補任』による。
- 寿永2年（1183年） 正月26日：大膳亮
- 文治元年（1185年） 正月20日：従五位下、美濃守。12月29日：業隆から業兼に改名
- 文治2年（1186年） 正月5日：従五位上。11月27日：民部権大輔
- 文治5年（1189年） 正月5日：正五位下
- 建久3年（1192年） 正月5日：従四位下
- 建久6年（1195年） 12月9日：従四位上（罷民部権大輔叙之）
- 建久9年（1198年） 正月5日：正四位下
- 建仁2年（1202年） 閏10月24日：治部卿
- 元久2年（1205年） 正月29日：従三位、治部卿如元
- 承元3年（1209年） 正月13日：辞治部卿（以男業光申任侍従）。5月13日：出家

## 系譜
- 父：平業房
- 母：高階栄子（丹後局） - 法印・澄雲または上座・章尋の娘
- 生母不詳の子女
  - 男子：平業光 - 正四位下宮内卿